# Siblinger Randenturm
Der Siblinger Randenturm (790 m ü. M.) (auch Chläggiblick genannt) befindet sich in der Gemeinde Siblingen im Kanton Schaffhausen auf dem Randen. Der am 8. November 2014 eingeweihte Aussichtsturm ist aus Stahl und Lärchenholz erstellt.
2008 stimmte die Siblinger Bevölkerung über den Bau eines neuen Turmes Chläggiblick ab, der laut Planung im Jahr 2010 hätte fertiggestellt werden sollen. Der Neubau zog sich allerdings wegen Einsprachen hinaus. Am 5. Juni 2013 hatte die Gemeindeversammlung von Siblingen den Baukredit einstimmig genehmigt. Der Turmneubau wurde vom Ingenieur- und Architektenteam Michael Hübscher, Patrick Birri und Raoul Müller entworfen.
99 Treppenstufen führen zur Aussichtsplattform in 19 Meter Höhe. Von dieser bietet sich ein Überblick über das Klettgau, Alpen und Schweizer Jura.
Neben dem Turm liegen die wenigen Überreste der Ruine Hartenkirch.
Für Familien stehen nebenan Spielplätze, Feuerstellen und der Barfussparcours bereit.

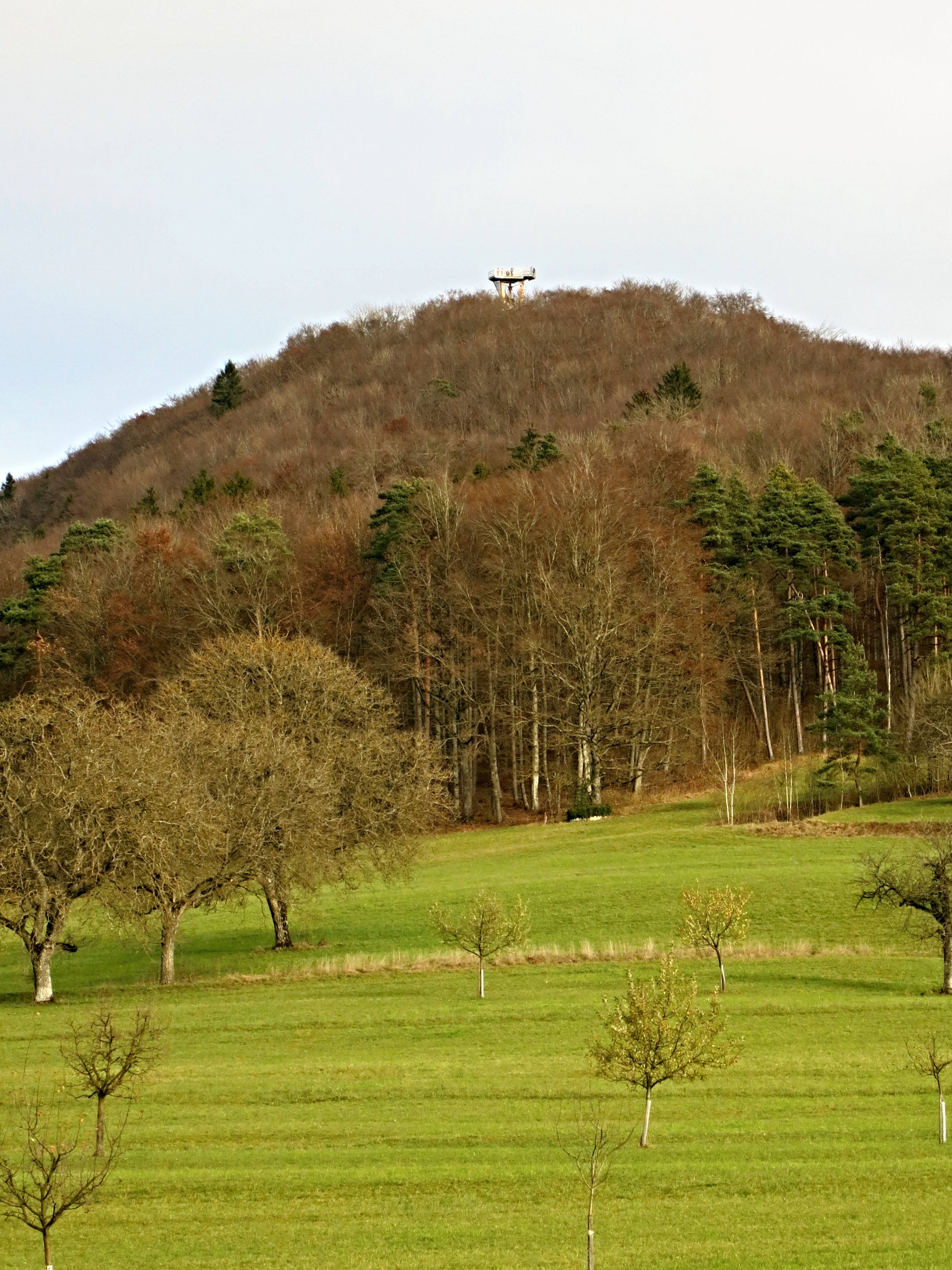
Turm von Siblingen aus gesehen
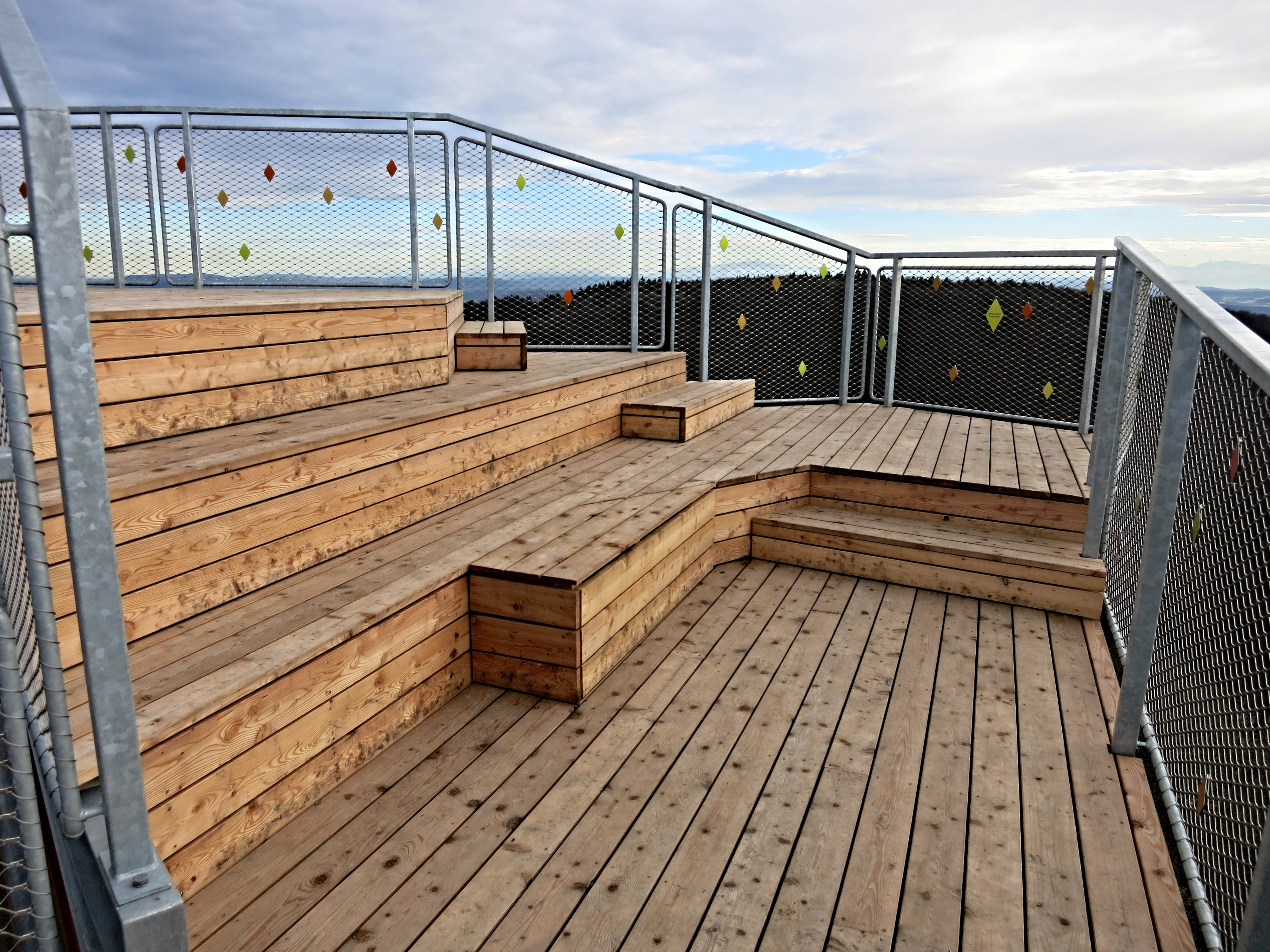
Plattform
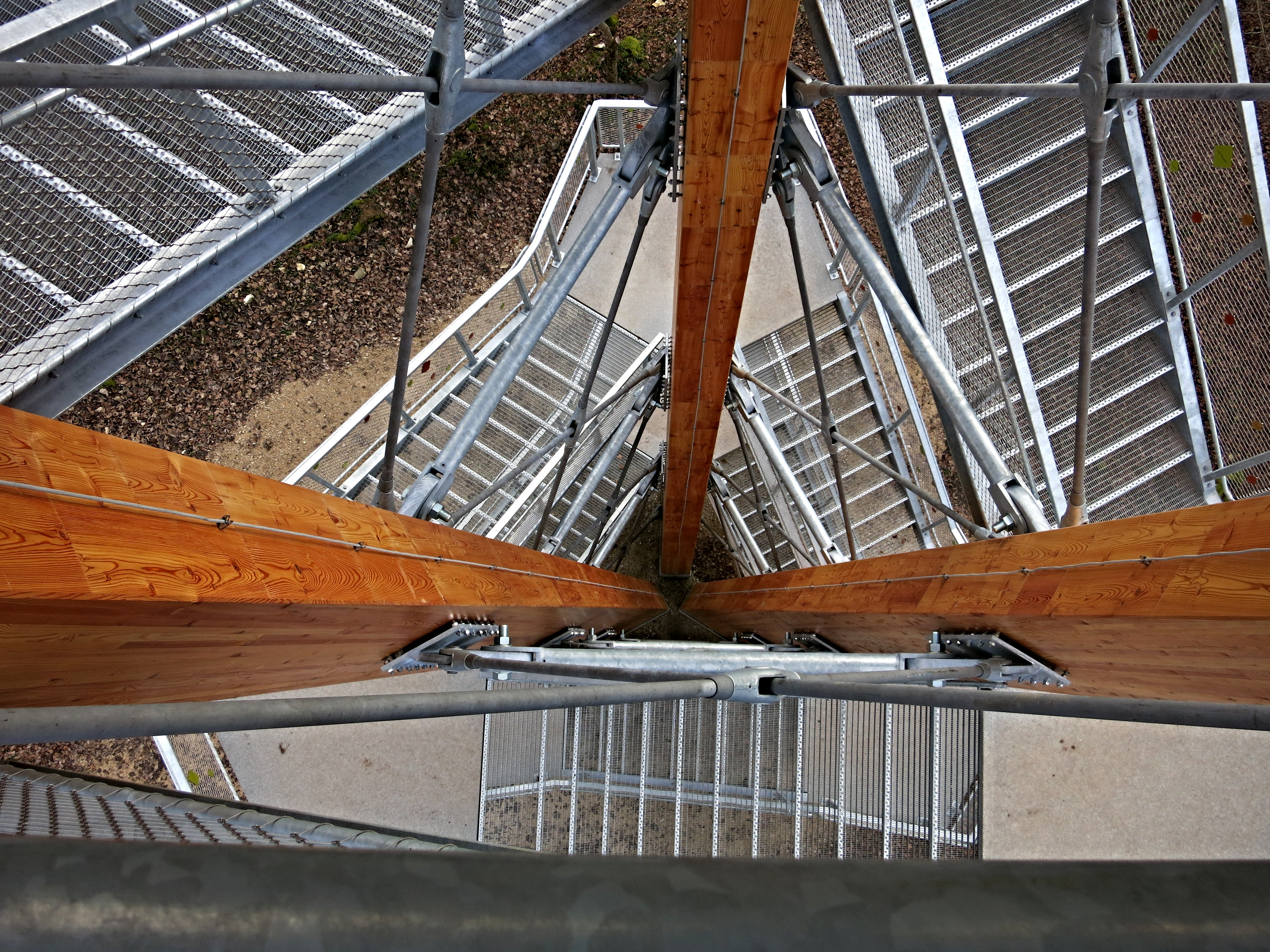
Treppe

## Geschichte
Der alte Siblinger Randenturm war ein 1882 errichteter Aussichtsturm in Stahlfachwerkbauweise. Der ca. 12 Meter hohe Siblinger Randenturm dürfte der älteste Stahlfachwerkturm der Schweiz gewesen sein. Der baufällige Turm konnte seit einiger Zeit aus Sicherheitsgründen nicht mehr bestiegen werden. Am 15. März 2014 wurde der Turm abgerissen.

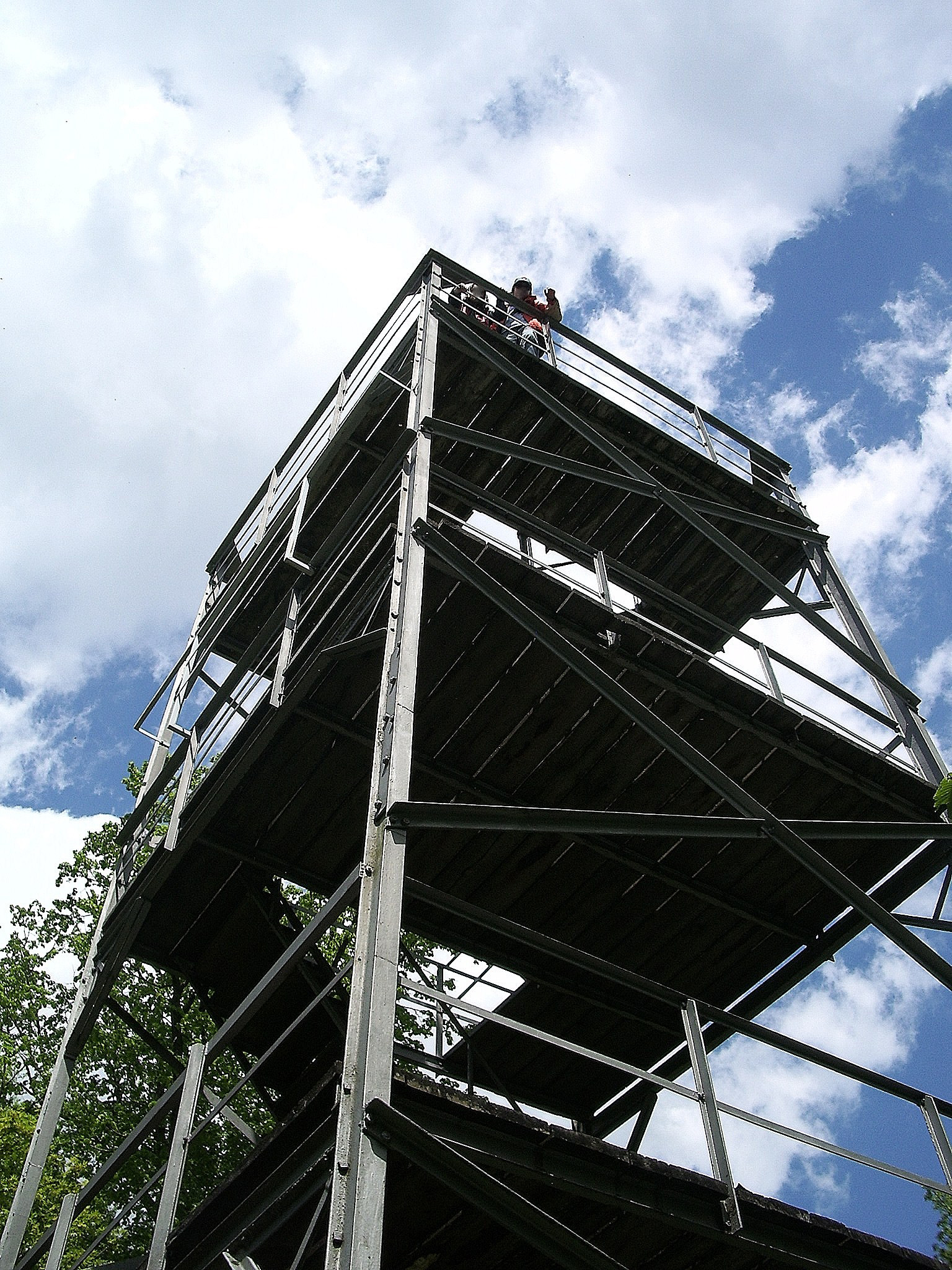
Alter Randenturm